# Morze i zwierciadło
Morze i zwierciadło. Komentarz do Burzy Szekspira (ang. The Sea and the Mirror: A Commentary on Shakespeare's ‘The Tempest’) – poemat W.H. Audena, będący interpretacją jednej z ostatnich sztuk Williama Szekspira, Burzy. Utwór napisany został po emigracji autora do USA w okresie od sierpnia 1942 do lutego 1944, a opublikowany w 1944 w zbiorze Tym czasom (ang. For the Time Being) wraz ze Świątecznym oratorium „Tym czasom” (ang. Christmas Oratorio ‘For the time being’). Dedykowany jest Jamesowi i Tani Sternom.
Utwór rozpoczyna się w teatrze po zakończeniu się spektaklu Burzy i zawiera szereg monologów:
Przedmowa. Inspicjent do Krytyków.
I. Prospero do Ariela.
II. Obsada drugoplanowa, sotto voce (Antonio, Ferdynand, Stefano, Gonzalo, Adrian i Francisco, Alonzo, Kapitan i Bosman, Sebastian, Trinkulo oraz Miranda).
III. Kaliban do widzów (pisany prozą, stanowiący znacznie ponad połowę utworu).
Postscriptum. Ariel do Kalibana. Echo w wykonaniu Suflera.
Utwór przełożony został przez Stanisława Barańczaka i wydany w tomie 42 serii Biblioteki Poetyckiej Wydawnictwa a5 (Kraków 2003).